# Craspedosis sobria
Craspedosis sobria là một loài bướm đêm trong họ Geometridae.